# إلى الأبد (مسلسل أمريكي)
إلى الأبد هو مسلسل درامي تلفزيوني أمريكي (بالأنجليزية: Forever) عن الدكتور هنري مورغان، على ما يبدو الفحص الطبي الخالد في مدينة نيوورك. تم بث المسلسل في هيئة الإذاعة الأمريكية كجزء من موسم التلفزيوني 2014–15. بثت الشبكة عرض مسبق في 22 سبتمبر واستأنف المسلسل في الساعة 10:00 مساء، 9 مساء بالتوقيت الشرقي المحلي في 23 سبتمبر عام 2014. وجاء الدليل متاح في وقت مبكر من خلال الفيديو حسب الطلب وتدفق وسائل الاعلام على الإنترنت في 26 أغسطس 2014.

## الخلاصة
الدكتور هنري مورغان (إيوان قروفد) هو الفاحص الطبي في مدينة نيويورك والذي يدرس القتلى في الحالات الجنائية وإلى حل لغز خلوده. منذ وفاته قبل 200 عاما كطبيب في تجارة الرقيق الأفريقية. اختفى مورقان عندما توفي على الفور، وعاد إلى الحياة على هيئة قريبه من الماء دون ملابس. بعد أن توقفت أيضا الشيخوخة، وحياته الطويلة أعطت مورغان معرفة واسعة ومهارات الملاحظة الرائعة التي نالت اعجاب معظم الناس انه واجه بما في ذلك شرطة نيويورك المحقق جو مارتينيز (الانا دي لا غارزا). تصور ذكريات الماضي الأحداث من حياة مورغان، أثناء زواجه وكفاحه في الحروب، وفي التشريح، وفي قضاءه على البدعة; فر مورقان إلى مكان آخر في العالم عندما تعرض لها. الوحيدة الأثريه «آبي» (جود هيرش) هي التي وجدت مورغان وزوجته السابقة ابيقال والتي وجدت في معسكر اعتقال ألماني كالمولود الجديد خلال الحرب العالمية الثانية، علم أنه هو الخالد. طارد قاتل «آدم» مورغان والذي علم عن سره، ويدعي أنه كان نفس «لعنة» ل2000 سنة.

## الشخصيات
- إيوان جروفود هو الدكتور هنري مورغان، يولد من جديد باستمرار في جسم ضخم قريب من الماء، وكان على قيد الحياة منذ أوائل عام 1800. أعطته الوفيات المتكررة البصيرة وزيادة المعرفة الطبية عن وفيات الإنسان.
- الانا دي لا غارزا في دور المحققه جو مارتينيز، التي مفتونه ومشمئزه بالمعرفة الطبية المفصلة والتي لا تصدق لهنري مورغان وعند فحص الجثة على حد سواء. تجد سلوكه هناك ولكن لا يزال يعتمد على بصيرته المذهلة من أجل حل جرائم القتل.
- لورين توسان كا الملازم جوانا ريس والمحققة جو مارتينيز هي القائدة
- دوني كيشاورز في دور المحقق هانسون، شريك المحققة جو مارتينيز.
- جويل ديفيد مور هو لوكاسوتن، وهي مساعدة الطبيب هنري مورغان في مكتب الفحص الطبي في نيويورك.
- جود هيرش وهو آبي المقرب الرئيسي لهنري مورغان وهو ابنه بالتبني. تم انقاذه من معسكر اعتقال اليهود في الحرب العالمية الثانية، وتبناه هنري مع زوجته ابيقال. يمتلك هنري مخزن قديم حاليا حيث يستخدم الطابق السفلي للبحث في خلوده من نفسه.

## الشخصيات المتكررة
- ماكينزي موزي وهي ابيقال، زوجة هنري في أعقاب الحرب العالمية الثانية، والأم المتبنيه لآبي. توفيت في وقت ما منذ ذلك الحين، ولا يزال هنري لم يتحرك بشكل كامل.
- أدريان بسدار باسم «آدم» الخالد الآخر مثل هنري، إلا أنه كان على قيد الحياة فقط لمدة ألفين سنة على عكس قرنين من الزمان التي عاشها هنري. اختار أن يشار إليه باسم «آدم»، كما انه كان هنا منذ البداية 'و لم يعثر على الموت لنفسه.

## الأستقبال
المسلسل تلقى مراجعات مختلطة من النقاد. اعطى (Rotten Tomatoes) تصنيف من 55٪، يعتمد على 42 من المشاركات، مع متوسط تقييم 5.8 / 10. يقرأ الموقع إجماع الاراء «ان نجم إلى الأبد ايوان جروفود غير جذاب، ولكن وسامته لا يمكن تتعرض للاحتيال، وهي فرضية غير محققة». وفي ميتاكريتيك، يسدد العرض درجة 54 من أصل 100، يعتمد على 24 من النقاد، مشيرا إلى «مراجعات مختلطة أو متوسطة».

## روابط خارجية
- الى الأبد على موقع IMDb (الإنجليزية)
- الى الأبد على موقع ميتاكريتيك (الإنجليزية)
- الى الأبد على موقع روتن توميتوز (الإنجليزية)
- الى الأبد على موقع كينوبويسك (الروسية)
- الى الأبد على موقع ألو سيني (الفرنسية)
- الى الأبد على موقع قاعدة بيانات الفيلم (الإنجليزية)